# 10200 Quadri
10200 Quadri è un asteroide della fascia principale. Scoperto nel 1997, presenta un'orbita caratterizzata da un semiasse maggiore pari a 2,7250693 UA e da un'eccentricità di 0,1610982, inclinata di 4,37951° rispetto all'eclittica.
L'asteroide è dedicato all'astronomo amatoriale italiano Ulisse Quadri.